# ماكس بالمر
ماكس بالمر (بالإنجليزية: Max Palmer)‏ (و. 1927 – 1984 م) هو ممثل، وممثل أفلام، من الولايات المتحدة الأمريكية، ولد في مسيسيبي، توفي في سانت لويس، ميزوري، عن عمر يناهز 57 عاماً.

## وصلات خارجية
- ماكس بالمر على موقع CageMatch worker (الإنجليزية)
- ماكس بالمر على موقع قاعدة بيانات المصارعة على الإنترنت (الإنجليزية)

- ماكس بالمر على موقع IMDb (الإنجليزية)
- ماكس بالمر على موقع قاعدة بيانات الأفلام السويدية (السويدية)